# Бельгийско-британские отношения
Бельгийско-британские отношения — двусторонние дипломатические отношения между Бельгией и Великобританией. Оба государства являются членами НАТО. Бельгия входит в Европейский союз, который Великобритания покинула в 2020 году. Кроме того, королевские семьи обеих стран происходят от Саксен-Кобург-Готской династии, британская ветвь которой известна как Виндзоры.

## История
В 1830 году Бельгия обрела независимость от Нидерландов в результате революции. Как и другие великие европейские державы, Великобритания не спешила признавать новое государство. Даже избрание королём Бельгии Леопольда I, бывшего зятя британского короля Георга IV и дяди будущей королевы Виктории, не помогло добиться дипломатического признания от Лондона. Появление Бельгии привело к распаду Объединённого королевства Нидерландов, одного из нескольких буферных государств, созданных после окончания Наполеоновских войн для оказания противодействия возможной дальнейшей французской экспансии, и Лондон опасался, что Бельгия не сможет выжить среди враждебно настроенных соседей. Организованный британцами Европейский конгресс принял Лондонский договор 1839 года, в соответствии с которым великие державы (и Нидерланды) официально признали независимость Бельгии и (по настоянию Великобритании) гарантировали её нейтралитет.
На Берлинской конференции 1884 года Великобритания признала Свободное государство Конго как личную собственность короля Бельгии. Однако, затем Великобритания стала центром противодействия личному правлению Леопольда II на территории Конго через «Общество по проведению реформ в Конго». В какой-то момент Великобритания даже потребовала, чтобы 14 стран, участвовавших в Берлинской конференции встретились снова, чтобы обсудить ситуацию. В 1908 году парламент Бельгии принял контроль над Конго, ставшее обычной европейской колонией.
Гарантии Великобританией нейтралитета 1839 года не смогли предотвратить вторжение Германии в Бельгию в 1914 году. Это стало одной из причин вступления Великобритании в Первую мировую войну, помимо необходимости предотвратить поражение Франции. Британский историк Зара Стейнер написал следующее о вторжении Германии: «Общественное настроение изменилось. Бельгия оказалась катализатором, который развязал многие эмоции, рационализации и прославления войны, которые долгое время были частью британского климата мнений. Имея моральную причину, все скрытые антигерманские чувства, которые годами морского соперничества и предполагаемой вражды, поднялись на поверхность. Клочок бумаги оказался решающим фактором как для поддержания единства правительства, так и для обеспечения общественного мнения». Большая часть боёв британской армии произошла на бельгийской земле, вокруг Ипра на Западном фронте. Около 250 000 бельгийских беженцев прибыли в Великобританию во время Первой мировой войны; около 90 % вернулись в Бельгию вскоре после окончания боевых действий. Во время Второй мировой войны правительство Бельгии в изгнании базировалось в Лондоне.
В настоящее время в Бельгии проживает около 30 000 британцев, а в Великобритании — 30 000 бельгийцев. В 2014 году правительство Великобритании выделило 5 миллионов фунтов стерлингов на восстановление могил павших британских военнослужащих во время Первой мировой войны во Фландрии.
Королева Елизавета II совершила четыре государственных визита в Бельгию: в 1966, 1993, 1998 годах и в 2007 году, когда она была принята королем Альбертом II.

## Торговля
В I веке состоялись первые торговые контакты между юго-восточной части Великобритании и современной территорией Бельгии, а в X веке Великобритания осуществляла экспорт шерсти в графство Фландрию и импортируя оттуда ткань. В 1278 году фламандские кирпичи использовались при реконструкции Лондонского Тауэра. В 2016 году около 7,8 % бельгийского экспорта приходилось на Великобританию, а 5 % импорта Бельгии приходится из Великобритании, что составляет более 12 миллионов евро. Бельгия является шестым по величине экспортным рынком Великобритании, что составляет 10 миллиардов фунтов стерлингов в год. Великобритания является четвертым по величине экспортным рынком Бельгии с суммой товарооборота около 22 млрд фунтов стерлингов, из которых 2 млрд фунтов стерлингов приходится на сферу услуг. Премия «Золотой мост» была учреждена в 2012 году для поддержания британского экспорта в Бельгии и признания важности этого рынка.

## Дипломатические представительства
- Бельгия имеет посольство в Лондоне и 8 почётных консульств в Белфасте, Эдинбурге, Гибралтаре, Кингстон-апон-Халле, Манчестере, Ньюкасл-апон-Тайне, Сент-Хелиере и Саутгемптоне[13].
- Великобритания содержит посольство в Брюссельском столичном регионе[14].